# Ischnus variegatus
Ischnus variegatus là một loài tò vò trong họ Ichneumonidae.